# Руї Баяо
Руї Мігель Маркеш Баяо (порт. Rui Miguel Marques Baião; нар. 4 вересня 1980, Монтіжу, Португалія) — португальський футболіст, півзахисник.

## Життєпис
Народився в Монтіжу, округ Сетубал. У 15-річному віці приєднався до академії «Бенфіки». На дорослому рівні дебютував за другу команду «Бенфіки» у третьому дивізіоні. У Прімейра-Лізі дебютував 8 квітня 2001 року, вийшов у стартовому складі в переможному (3:0) домашньому поєдинку проти «Марітіму», а своїм першим голом за «Бенфіку» відзначився 20 травня того ж року в нічийному (1:1) поєдинку проти «Салгейруша».
Після розірвання контракту з «Бенфікою» повинен був транзитом через «Варзім» підписати контракт із «Порту», але цього так і не відбулося. З 2002 по 2011 рік виступав за команди вищого та другого дивізіонів чемпіонату Португалії «Варзім», «Ештрела» (Амадора), «Жил Вісенте», «Портімоненсі», «Ольяненсе» і «Фатіма». Також виступав в оренді за грецький клуб «Керкіра».
У січні 2014 року у період виступів за нижчоліговий клуб «Піньяльновенсі», через захворювання серця змушений був завершити футбольну кар'єру. На той час йому виповнилося 33 роки.